# Экеблад, Христиан Адольфович
Христиан Адольфович Экеблад (1800—1877) — шведско-финский российский физиолог, философ, писатель, первый директор лицея князя Безбородко, профессор Харьковского университета, действительный статский советник.

## Биография
Швед по национальности. Родился в Финляндии, в Гельсингфорсе 11 (23) мая 1800 года. Рано лишился родителей. Bo время русско-шведской войны, когда был взят Гельсингфорс, тогдашний штаб-доктор русской армии И. И. Энегольм, случайно узнав о беспомощном положении 8-летнего сироты Экеблада, принял в нём участие и увёз его с собой в Россию. Когда Энегольм был назначен президентом Санкт-Петербургской медико-хирургической академии, то он поместил туда в число студентов и своего воспитанника.
После окончания курса в медико-хирургической академии был назначен в Императорский Харьковский университет «адъюнктом ветеринарной науки»; читал курсы и по физиологии, и по судебной медицине, и по «нозологической хирургии»; в 1831 году организовал деятельную помощь в борьбе с холерой, в 1834 году — в борьбе с неурожаем.
С 1835 по 1855 годы Х. А. Экеблад управлял лицеем князя Безбородко в Нежине. Кроме обязанностей директора, он исполнял ещё в лицее несколько лет обязанности библиотекаря и два года читал студентам 3-го курса лекции по зоологии. Был произведён в действительные статские советники 30 декабря 1847 года.

... швед по происхождению, но усыновлённый Россиею, он был в душе глубоко русским человеком; типичная личность своего времени4 полная оригинальности и многих привлекательных свойств. Он искренно всею душею признавал политику и дух управления императора Николая Павловича благодетельными и спасительными для своего нового отечества; с последовательностию и энергиею он служил этому делу, — не ради карьеры и служебных отличий, но в силу своих горячих патриотических убеждений. Строгий почитатель и хранитель закона и порядка, но добрый и мягкий по природе, он не был беспощадным исполнителем суровых мер того времени и успел облагородить их при исполнении. Глубокий враг атеизма, космополитизма и либерализма, он однако же никогда не прибегал к инквизиторским мерам, и старался оградить вверенных ему питомцев духом отеческого благодушного наблюдения и руководства. Потому-то при этом истинном и преданном служителе Николаевского режима в Нежинском лицее кн. Безбородко возможно было свободное научное развитие студентов, и заведение это, по направлению своих лучших преподавателей и питомцев, вполне следовало своим старшим братьям — русским университетам.— Биографический словарь профессоров и преподавателей Императорского университета Св. Владимира (1834—1884). — Киев, 1884. — С. 562.
Он всегда увлекался философией, в особенности философией Шеллинга, в которую ввёл Экеблада, по всей вероятности, Велланский.
Главные из научных работ Экеблада: статья в «Журнале Министерства народного просвещения» за 1839 год «Краткое обозрение душевных способностей животных» и обширное исследование «Опыт обозрения и биологико-психологического исследования способностей человеческого духа» (СПб., 1872). Последнее посвящено, главным образом, разъяснению смысла разных актов духовной деятельности; автор различает дух от души, разум от ума. Число духовных способностей соответствует, по Экебладу, числу основных явлений общей природы и вещественной стороны человека. Во введении Экеблад указывает, что первый отдел его книги (обозрение основанных и постоянных способностей человеческого духа, то есть смысла, разума и ума) составлен по лекциям Велланского; остальные отделы обнаруживают влияние Шеллинга, Окена и Гегеля.
Первая жена, Анна Ермолаевна (ок. 1796 — 21.04.1865), с которой он прожил более 40 лет, была похоронена на Волковском православном кладбище. Через год после смерти жены, 26 октября 1866 года он женился вдове обергауптмана Анне Алексеевне Карпинской (ок. 1820—28.04.1886).
Умер 17 февраля 1877 года[по какому календарю?]. Похоронен на Волковском кладбище.